# 本条舞
本条 舞（ほんじょう まい、6月2日 - ）は、日本の女優 、役者、弾き語りアーティスト、パーソナルトレーナー。愛知県安城市出身。

## 作品

### 映画
- TikTok縦型映画【幸と音】  幸の母役(2021)
- 『はじまりの日』  清掃員役(2024)
- 『ヘブンズベル』公開予定（2025春）

### ショートドラマ
- 『キナリムービー』 レギュラー出演中(2023〜)

### TVドラマ
- テレビ朝日ドラマ【BG〜身辺警護人〜】  秘書役(2020)
- TBSドラマ【オー！マイ・ボス！恋は別冊で】(2021)

### TV CM
- 岐阜トヨペット【ハートの奥編】 母親役(2021)
- 三昭堂『家族で一緒に篇』(2024)

### 舞台
- 子どものための舞台作品『ひかりとかげ』ツバキ役(2024)

### TVバラエティ
- TV愛知『黒ちゃんねる』準レギュラー(2020)

### WebCM
- TOYOTA 『ROOMY』(2020)
- 愛知トヨタ『HAKO×HAKO新登場！ハイエース専用モビリティユニットでカーライフを楽しもう！』(2021)
- ISOGAI花火劇場 (2024)

## Model
- スポーツデポ  公式Instagram専属モデル(2020〜)
- 医療法人瑞心会 渡辺病院ホームページ(2023〜)

## 司会
- ミキハウス ドームイベント司会(2020)
- 田辺三菱製薬 セミナー司会進行(2022)
- ラリージャパン 名古屋 司会アシスタント(2023)
- 名も無い日・はじまりの日 カップリング上映会＆トークショー司会進行（2025）